# Trema micrantha
Trema micrantha es una especie de árbol de la familia Cannabaceae. Es originaria de México, Brasil y el Caribe.

## Descripción
Es un árbol cuya altura va desde los  5 a 13 m, hasta 30 m. Tiene un diámetro de hasta 70 centímetros. La copa en forma de sombrilla, abierta e irregular. Las hojas estipuladas, simples, alternas; con un pecíolo largo de 5 a 8 cm de largo; y la lámina de 5 a 12 cm de largo por 2 a 4 de ancho; margen crenado-serrado; el envés con nervación marcada. Las flores son actinomorfas y se producen en inflorescencias axilares. El fruto en forma de drupa, elipsoides o esféricas, de 1.5 a 3 mm de diámetro, de color verde al principio y rojo a anaranjado brillantes en la madurez, glabras, con una sola semilla.

## Ecología
De esta planta se alimentan las larvas de Diaethria clymena.

## Taxonomía
Trema micrantha fue descrita por (Roem. & Schult.) Blume  y publicado en Museum Botanicum 2: 58. 1856.
Sinonimia
- Celtis canescens Decne.
- Celtis lima Sw.
- Celtis macrophylla Kunth
- Celtis micranthus (L.) Sw.
- Celtis schiedeana Schltdl.
- Rhamnus micranthus L.
- Rhamnus rugosa Willd.
- Sponia canescens (Kunth) Decne.
- Sponia crassifolia Liebm.
- Sponia chichilea Planch.
- Sponia grisea Liebm.
- Sponia macrophylla (Kunth) Decne.
- Sponia micrantha (L.) Decne.
- Sponia peruviana Klotzsch
- Sponia schiedeana (Schltdl.) Planch.
- Trema canescens (Kunth) Blume
- Trema chichilea (Planch.) Blume
- Trema floridana Britton ex Small
- Trema melinona Blume
- Celtis albicans Willd. ex Steud.
- Celtis chichilea Ruiz & Pav. ex Planch.
- Celtis curiandiuba M.Gómez ex Planch.
- Celtis micrantha (L.) Sw.
- Celtis microcarpa Salzm. ex Planch.
- Celtis mollis Humb. & Bonpl. ex Willd.
- Celtis rufescens Banks ex Planch.
- Sponia canescens (Kunth) Decne.
- Sponia lima Decne.
- Sponia mollis
- Sponia riparia Decne.
- Trema lima Blume
- Trema macrophylla (Kunth) Blume
- Trema mollis (Humb. & Bonpl. ex Willd.) Blume
- Trema riparia Blume
- Trema rufescens Blume
- Trema schiedeana (Schltdl.) Blume
- Trema strigillosa Lundell
- Urtica alnifolia Bertero ex Griseb.[3]

## Importancia económica y cultural
El Pueblo indígena Awá, en la frontera entre Colombia y Ecuador, desprende la corteza fresca de este árbol y la utiliza como tiras de amarre para sus canastos.

Recientemente se encontró contenido de cannabdiol en esta especie, lo cual abre nuevas aplicaciones de investigación y desarrollo. 

## Nombres comunes
- chichillica del Perú, massaquila, guacimilla cimarrona de Cuba.[5]
- En México: capul, capulín, capulín cimarrón, pellejo de vieja, checait, equipal, colorada, guacimilla, ixpepe, pie de paloma, yaco de cuero, jonote colorado.
- En Bolivia: uvilla
- En algunas islas antillanas: ortiga jamaicana, ortiga de Jamaica.